# Linus Pauling

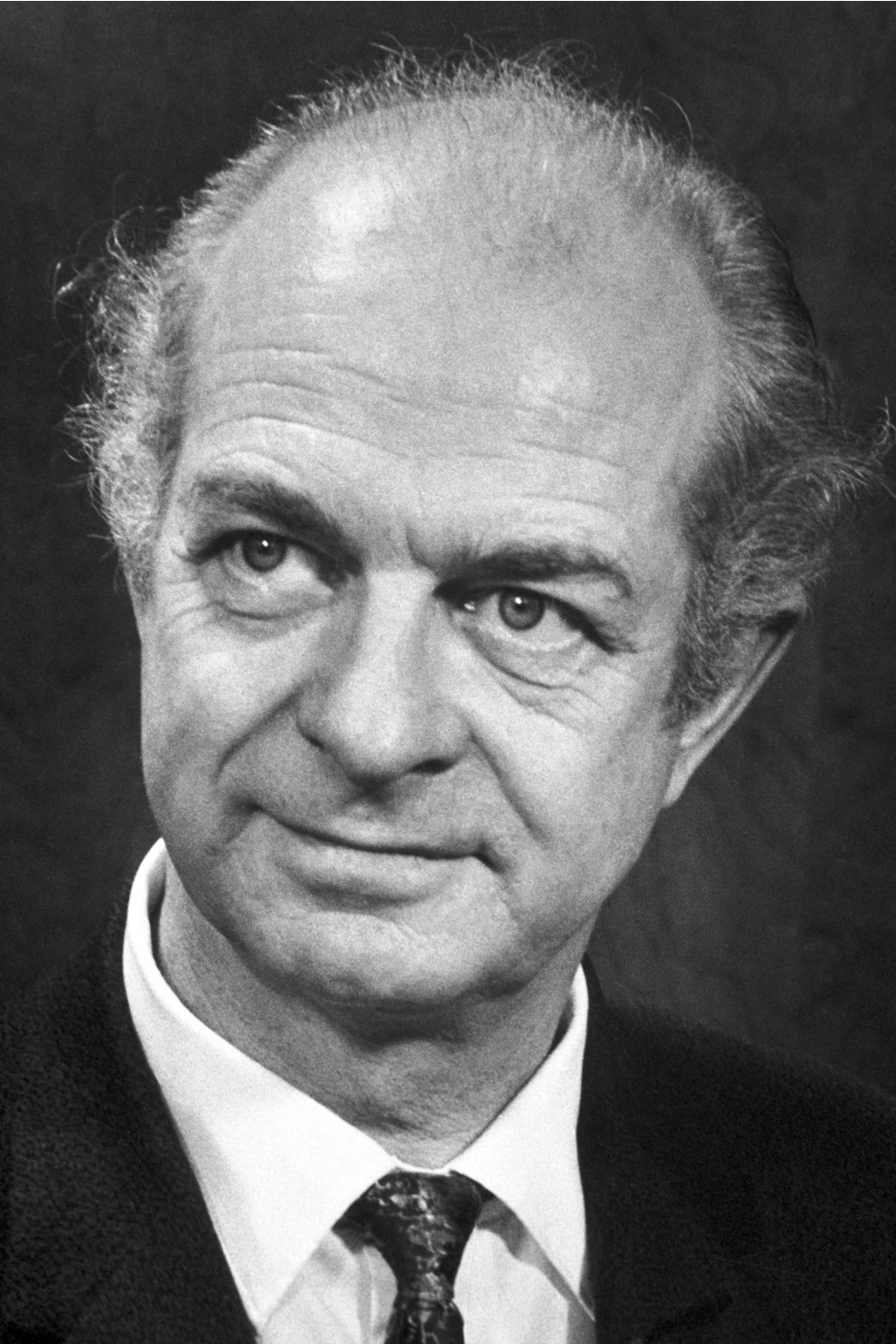
Linus Pauling, 1962

Linus Carl Pauling (* 28. Februar 1901 in Portland, Oregon; † 19. August 1994 in Big Sur, Kalifornien) war ein US-amerikanischer Chemiker. Er erhielt 1954 den Nobelpreis für Chemie für seine Forschungen über die Natur der chemischen Bindung und ihre Anwendung bei der Aufklärung der Struktur komplexer Substanzen. 1963 erhielt er für sein großes Engagement den Friedensnobelpreis rückwirkend für das Jahr 1962 als besondere Auszeichnung für seinen Einsatz gegen Atomwaffentests. Pauling ist damit neben der Physikerin und Chemikerin Marie Curie der bislang einzige Träger zweier Nobelpreise unterschiedlicher Kategorien.

## Leben

### Die ersten Jahre

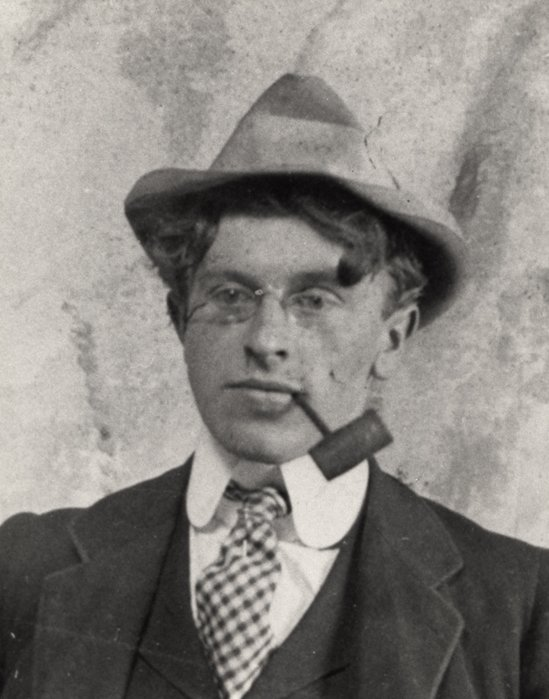
Hermann Heinrich Wilhelm Pauling, Linus Paulings Vater, um 1900

Pauling wurde 1901 in Portland, Oregon, geboren. Sein Vater, Hermann Heinrich Wilhelm Pauling, ein Apotheker, dessen Eltern aus Freiburg im Breisgau eingewandert waren, zog mit seiner Familie zwischen 1903 und 1909 von einer Stadt in die andere und kehrte im letzten Jahr wieder mit ihr nach Portland zurück. Schon als Kind war Pauling ein unersättlicher Leser. Einmal schrieb sein Vater sogar einen Brief an eine örtliche Zeitung mit der Bitte um Vorschläge für weitere Bücher, mit denen man ihn beschäftigen könnte. 1910 starb sein Vater an einem durchgebrochenen Magengeschwür und hinterließ eine Frau mit Existenzsorgen und nunmehr drei Halbwaisen.
Während seiner Zeit auf dem Gymnasium hatte sein Schulfreund Lloyd Jeffress in seinem Schlafzimmer ein kleines Chemielabor. Die Experimente mit Jeffress inspirierten Pauling, später Chemiker zu werden. Auch während der Highschool machte Pauling weiter chemische Experimente und lieh sich den größten Teil der Ausrüstung und Materialien von einer leerstehenden Stahlfabrik in der Nähe, bei der sein Großvater als Nachtwächter arbeitete.
Pauling war in jungen Jahren Angehöriger der Lutherischen Kirche, trat aber im reifen Alter der unitarisch-universalistischen Kirche bei. Als ihr Mitglied bekannte er sich zwei Jahre vor seinem Tod öffentlich als Atheist.

### Hochschuljahre

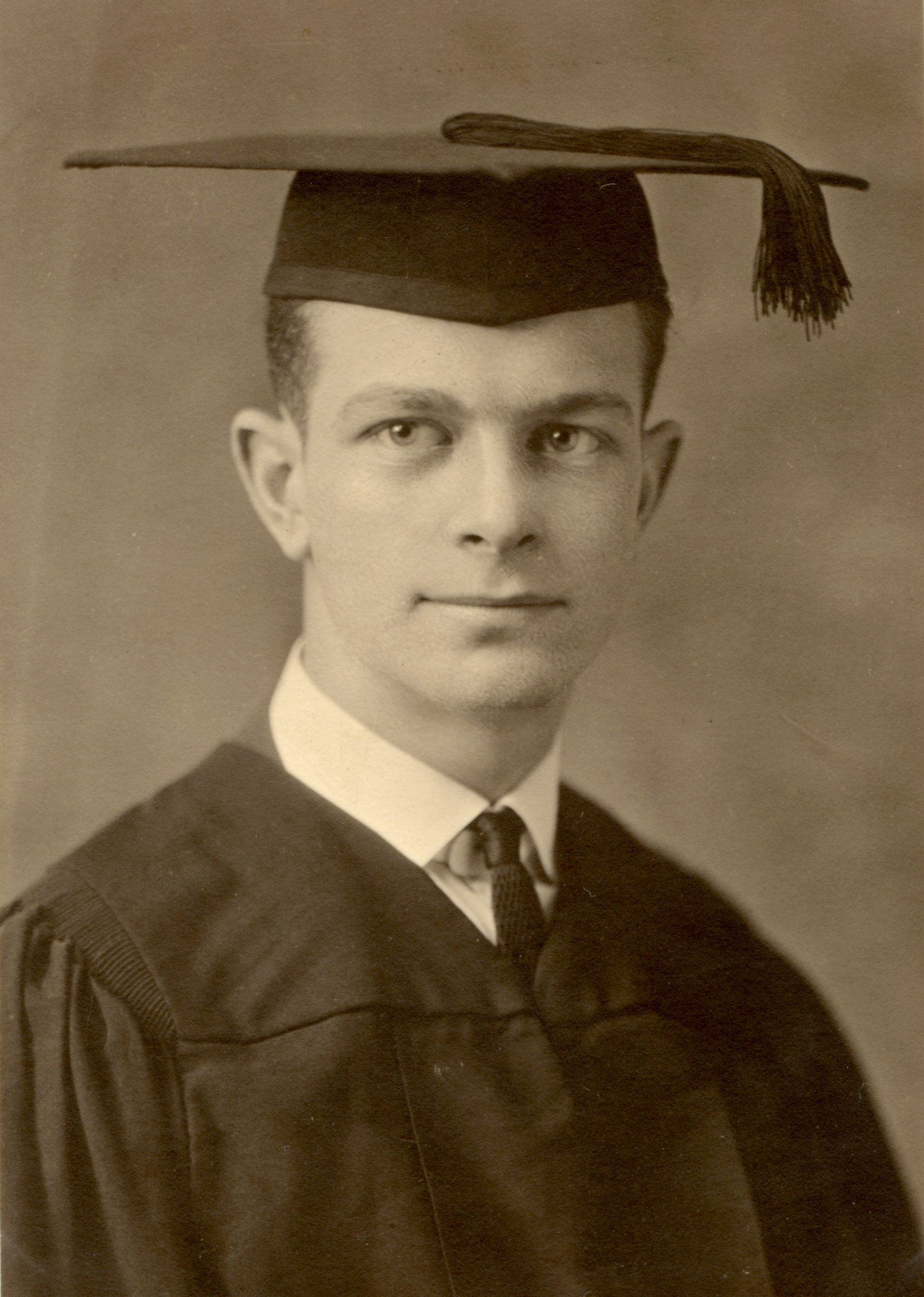
Paulings Abschlussfoto des Oregon College, 1922

Bereits mit 16 Jahren schrieb Pauling sich 1917 im Oregon Agricultural College (OAC) ein, der heutigen Oregon State University. Er belegte die Fächer Mathematik, Physik sowie Chemie und arbeitete, um sich sein Studium finanzieren zu können, während er gleichzeitig eine Vielzahl von Vorlesungen besuchte.
In seinen letzten beiden Jahren am College lernte Pauling die Arbeit von Gilbert N. Lewis und Irving Langmuir kennen, die sich mit der Elektronenstruktur von Atomen und deren chemischen Bindungen, die sie befähigte, Moleküle zu bilden, beschäftigten. Er beschloss, seine Forschungen darauf zu konzentrieren, wie die physikalischen und chemischen Eigenschaften von Substanzen mit ihrer Atomstruktur zusammenhängen. So wurde er Mitbegründer einer neuen Wissenschaft, der Quantenchemie.
In seinem letzten Jahr am College lernte er Ava Helen Miller, eine Kommilitonin, kennen und heiratete sie am 17. Juni 1923. Das Ehepaar bekam drei Söhne und eine Tochter.
1922 schloss Pauling am OAC als Bachelor in chemical engineering ab und begann ein Aufbaustudium in Chemie am Caltech in Pasadena (Kalifornien). In seinen Abschlussforschungen verwendete er die Röntgenbeugung, um Kristallstrukturen zu bestimmen. Während seiner Zeit am Caltech veröffentlichte er sieben Schriften über die Kristallstrukturen von Mineralien und erhielt 1925 seinen Doktorgrad für Chemie summa cum laude.

### Frühe wissenschaftliche Karriere
Mit Hilfe eines Guggenheim-Stipendiums reiste Pauling 1926 nach Europa, um bei Arnold Sommerfeld in München, Niels Bohr in Kopenhagen und Erwin Schrödinger in Zürich weiterzustudieren. Alle drei arbeiteten auf dem neuen Feld der Quantenmechanik. Schon während seiner Zeit am OAC hatte sich Pauling mit Quantenmechanik beschäftigt und wollte nun sehen, ob sie ihm beim Verständnis seines Fachgebietes – der Elektronenstruktur von Atomen und Molekülen – weiterhelfen konnten.
Er widmete die zwei Jahre in Europa ganz seiner Arbeit und entschied, dass dies der zukünftige Schwerpunkt seiner Forschungen sein sollte. Damit wurde er einer der ersten Wissenschaftler auf dem Gebiet der Quantenchemie. 1927 übernahm er eine Assistenzprofessur am Caltech für Theoretische Chemie.
Paulings Karriere am Caltech begann mit fünf sehr produktiven Jahren, in denen er seine Röntgenstudien an Kristallen fortsetzte und sich mit quantenmechanischen Berechnungen bei Atomen und Molekülen beschäftigte. In dieser Zeit veröffentlichte er schätzungsweise 50 Aufsätze. 1929 wurde er zum Associate Professor ernannt und erhielt 1930 eine volle Professur. 1931 erhielt er von der Amerikanischen Gesellschaft für Chemie den Langmuir-Preis für die bedeutendste Arbeit auf dem Gebiet der reinen Wissenschaft durch eine Person von unter 30 Jahren.
Im Sommer 1930 reiste Pauling wieder nach Europa, um mehr über die Verwendung von Elektronen bei Beugungsstudien zu lernen, die ähnlich wie seine Röntgenbeugungsuntersuchungen waren. Zusammen mit einem seiner Studenten, L. O. Brockway, baute er am Caltech ein Elektronenbeugungsinstrument und untersuchte damit die Molekularstruktur einer großen Zahl chemischer Substanzen.
1932 führte er das Konzept der Elektronegativität ein. Unter Verwendung der zahlreichen Eigenschaften von Molekülen wie der Energie, die aufgewendet werden muss, um chemische Bindungen aufzubrechen, oder der Dipolmomente von Molekülen bestimmte er numerische Werte für die meisten Elemente. Diese Werte ordnete er auf einer Skala, der Pauling-Skala für Elektronegativität, mit der sich die Natur von Bindungen zwischen Atomen und Molekülen bestimmen lässt. (Eine andere Maßeinheit für Elektronegativität wurde von Robert S. Mulliken definiert und stimmt im Großen und Ganzen mit Paulings überein. Die Pauling-Skala wird jedoch häufiger wissenschaftlich zitiert.)

### Arbeiten über chemische Bindungen
Ende der 1920er-Jahre begann Pauling mit der Veröffentlichung von Aufsätzen über die Natur chemischer Bindungen, die 1939 in seinem berühmten Buch Die Natur der chemischen Bindung (Originaltitel: The Nature of the Chemical Bond) veröffentlicht wurden. Vor allem für seine Arbeiten auf diesem Gebiet erhielt er 1954 den Nobelpreis für Chemie „für seine Forschungen über die Natur der chemischen Bindung und deren Anwendung zur Erhellung der Strukturen von komplexen Substanzen“.
Aufbauend auf seinen Arbeiten veröffentlichte Pauling das Konzept der Hybridisierung. Üblicherweise werden die Elektronen eines Atoms als auf verschiedenen Atomorbitalen (bezeichnet als s, p usw.) befindlich beschrieben. Es zeigte sich aber, dass zur Beschreibung von Bindungen in Molekülen besser Funktionen konstruiert werden, bei denen beide Teile gegenseitig Eigenschaften übernehmen. So kann das 2s- und die drei 2p-Orbitale eines Kohlenstoffatoms zusammengefasst werden, um vier energetisch äquivalente Orbitale (sp3-Hybridorbitale genannt) zu bilden. Damit lassen sich die Molekülbindungen bei Kohlenstoffverbindungen wie Methan geeignet darstellen. Ebenso kann das 2s-Orbital mit zwei 2p-Orbitalen kombiniert werden um drei äquivalente Orbitale (sp2-Hybridorbitale genannt) zu erhalten, die zusammen mit dem verbleibenden nicht hybridisierten 2p-Orbital geeignet sind, um die Molekülbindungen einiger ungesättigter Kohlenstoffverbindungen wie Ethen zu beschreiben. Auch bei anderen Molekültypen lassen sich die Molekülbindungen durch andere Hybridisierungs-Schemata erklären.
Ein weiteres Gebiet seiner Forschungen war die Beziehung zwischen einer Ionenbindung, bei der Elektronen zwischen den Atomen transferiert werden, und einer kovalenten Bindung, bei der die Elektronen zwischen den Atomen gleichmäßig verteilt werden. Pauling zeigte, dass beide Bindungstypen lediglich Extreme darstellen, zwischen denen die meisten üblichen Bindungen liegen. Hier war besonders Paulings Konzept der Elektronegativität sehr nützlich, denn die Differenz der Elektronegativität zwischen zwei Atomen ist der sicherste Indikator für den Grad der Ionisierung der Bindung.
Das dritte seiner Forschungsthemen, das Pauling unter dem Dach der Natur der chemischen Bindung untersuchte, war die Aufzählung der Strukturen von Aromaten, insbesondere des Prototyps Benzol. Die bis dato nach heutigem Verständnis genaueste Beschreibung von Benzol war durch den deutschen Chemiker Friedrich Kekulé erfolgt. Er betrachtete die Verbindung als einen ständigen Wechsel zwischen zwei Strukturen, beide mit alternierenden Einfach- und Doppelbindungen, jeweils mit der Doppelbindung an der Stelle, an der die Einfachbindung der anderen Struktur sitzt. Pauling zeigte mit einer geeigneten Beschreibung auf Basis der Quantenmechanik, dass es sich um eine dazwischen liegende Struktur handelt, die Aspekte von beidem enthält. Die Struktur stellte eher eine Überlagerung beider Strukturen als einen schnellen Wechsel zwischen ihnen dar. Der Begriff Resonanz oder Mesomerie wurde diesem Phänomen erst später gegeben. Auf eine bestimmte Weise gleicht das Phänomen dem der Hybridisierung, das schon früher beschrieben worden war, da es ebenso mehr als eine Elektronenstruktur mit einbezieht, um ein dazwischenliegendes Resultat zu erzielen.

### Arbeiten über biologische Moleküle
Mitte der 1930er-Jahre beschloss Pauling, sich neue Interessensgebiete zu erschließen. In seinen frühen Jahren erwähnte er sein mangelndes Interesse am Studium von Molekülen mit biologischer Bedeutung. Als aber das Caltech einen immer größeren Schwerpunkt auf die Biologie legte, begann Pauling mit großen Biologen wie Thomas Hunt Morgan, Theodosius Dobzhansky, Calvin Bridges und Alfred H. Sturtevant zusammenzuarbeiten, da er ein Interesse für biologische Moleküle entwickelte.
Seine erste Arbeit auf diesem Gebiet betraf die Struktur von Hämoglobin. Er konnte demonstrieren, dass das Hämoglobin-Molekül seine Struktur ändert, wenn es ein Sauerstoffatom einbindet oder abgibt. Als ein Ergebnis dieser Untersuchungen entschied er sich, eine gründliche Studie über die Strukturen von Proteinen im Allgemeinen zu machen. Dazu kehrte er wieder zu seiner alten Methode der Röntgenbeugung zurück. Proteinmoleküle sind aber wesentlich weniger für diese Technik geeignet als kristalline Mineralien. Die besten Röntgenfotografien von Proteinen gelangen in den 1930ern dem britischen Kristallographen William Astbury. Als aber Pauling 1937 versuchte, sich an Astburys Untersuchungen zu beteiligen, gelang es ihm nicht.
Pauling benötigte elf Jahre, um das Problem zu erklären: Seine mathematische Analyse war zwar korrekt, doch Astburys Bilder wurden auf solche Weise aufgenommen, dass sie gekippt zu ihren erwarteten Positionen dargestellt wurden. Pauling formulierte ein Modell der Struktur des Hämoglobins, in welchem die Atome in einer Helix angeordnet sind, und übertrug diese Idee auf Proteine im Allgemeinen. Die grundlegenden Untersuchungen zur Sekundärstruktur von Proteinen (Alpha-Helix, Beta-Faltblatt) veröffentlichte er mit seinem Kollegen Robert B. Corey (den er als Assistenten 1937 an das Caltech geholt hatte und der die Röntgenstrukturanalysen durchführte) und mit dem Gastwissenschaftler am Caltech Herman Branson um 1951. Auf diese Helix-Struktur ist auch die Doppelhelix zurückzuführen, die James Watson und Francis Crick für die Desoxyribonukleinsäure (DNS) postulierten. Auch Pauling kam dieser Struktur sehr nahe. Obwohl seine angenommene Struktur der DNA nicht ganz korrekt war, glauben viele, die mit seiner Arbeit vertraut sind, dass Pauling bald zum selben Ergebnis wie Watson und Crick gekommen wäre, wenn Rosalind Franklin, deren Werk die Grundlage zu Watson und Cricks Veröffentlichung war, ihm nicht zuvorgekommen wäre.
Pauling beschäftigte sich auch mit Enzym-Reaktionen und zeigte 1949 mit Seymour Jonathan Singer und Harvey Itano, dass die Sichelzellanämie auf die Veränderung eines Moleküls (Hämoglobin) zurückzuführen ist, wie sich später zeigte bei nur einer Aminosäure. In der Folge dieser Arbeit beschäftigte er sich mit der Struktur von Antikörpern und war 1942 an der Entwicklung der ersten synthetischen Antikörper beteiligt.

### Engagement gegen Atomwaffen und Atomwaffentests

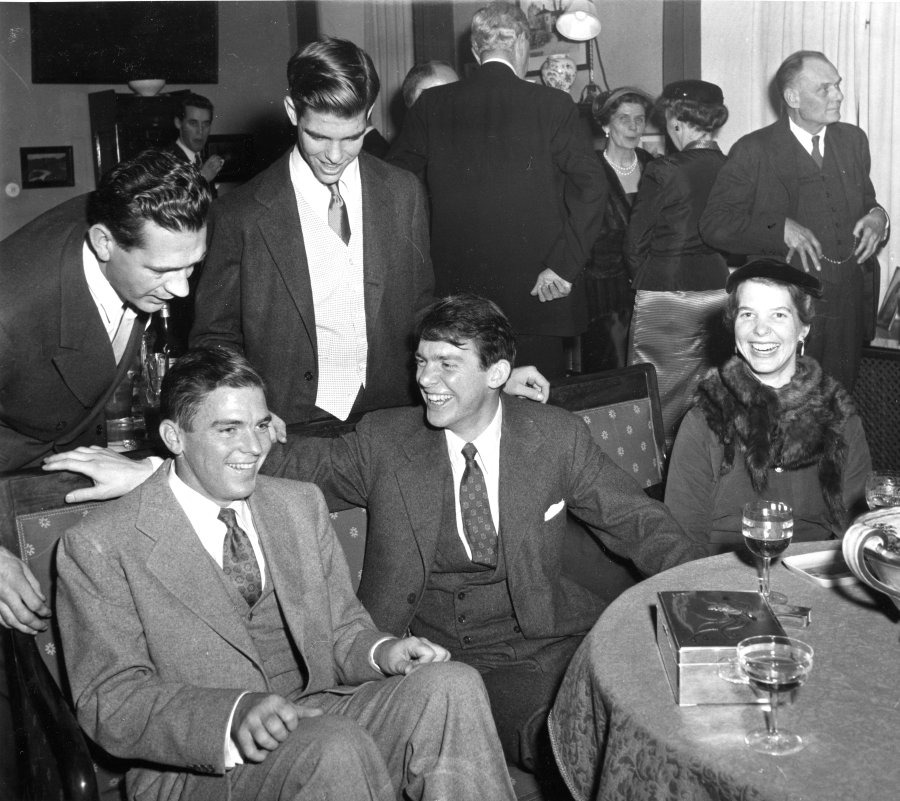
Pauling und seine Kinder feiern 1954 in Stockholm die Verleihung des Nobelpreises. Von links nach rechts sitzend: Linus Pauling, Jr., Peter Pauling und Linda Pauling. Von links nach rechts stehend: ein Unbekannter und Crellin Pauling.

Der Zweite Weltkrieg verursachte eine grundlegende Änderung in Paulings Leben. Bis zu diesem Zeitpunkt war er ziemlich unpolitisch, aber als Ergebnis seiner Erfahrungen engagierte er sich als Friedensaktivist. Pauling war zudem Atheist. 1946 wurde er Mitglied des Emergency Committee of Atomic Scientists (Vorsitzender war Albert Einstein; die sieben übrigen Mitglieder waren Harold C. Urey (Vice-Chairman), Hans Bethe, T.R. Hogness, Philip M. Morse, Leó Szilárd, Victor Weisskopf und Pauling). Das Committee wollte die Öffentlichkeit über die Gefahren aufklären, die von Nuklearwaffen ausgehen. Er erhielt 1948 die Medal for Merit, damals die höchste zivile Auszeichnung der USA.
Bereits wenige Jahre später aber verweigerte ihm das Außenministerium der USA wegen seines politischen Engagements einen Reisepass, als er 1952 als Redner zu einer wissenschaftlichen Konferenz in London im Mai eingeladen worden war. Auf dieser Konferenz sollte es um die Helix-Struktur der Proteine gehen. Wäre es ihm möglich gewesen, an dieser Konferenz teilzunehmen, wäre er vielleicht schon eher auf die wahre Struktur der DNA gestoßen. Die Verweigerung des Passes führte zu Protesten europäischer und US-amerikanischer Wissenschaftler wie Robert Robinson und Albert Einstein. Für eine Konferenz in Frankreich im Juli 1952 erhielt er wieder einen Reisepass.
1957 begann Pauling zusammen mit dem Biologen Barry Commoner (1917–2012) einen Petitionsfeldzug. Dieser hatte die Verteilung von radioaktivem 90Sr in den Milchzähnen von Kindern in ganz Nordamerika untersucht und war zu dem Schluss gekommen, dass die oberirdischen Atomtests große Gesundheitsrisiken durch den radioaktiven Fallout mit sich bringen. 1958 übergaben Pauling und seine Frau der US-Regierung eine Petition der Vereinten Nationen, die von mehr als 11.000 Wissenschaftlern unterzeichnet worden war und ein Ende der Atomtests verlangte. Der darauf folgende öffentliche Druck führte zu einem Moratorium und einem Testverbot, das John F. Kennedy und Nikita Chruschtschow 1963 unterschrieben. Am Tag, an dem der Vertrag in Kraft trat, vergab das Nobelpreis-Komitee an Pauling den Friedensnobelpreis:

“Linus Carl Pauling, who ever since 1946 has campaigned ceaselessly, not only against nuclear weapons tests, not only against the spread of these armaments, not only against their very use, but against all warfare as a means of solving international conflicts.”

„Linus Carl Pauling hat sich seit 1946 immer unablässig eingesetzt, nicht nur gegen Atomwaffentests, nicht nur gegen die Verbreitung von Atomwaffen, auch nicht nur gegen deren Verwendung, sondern gegen alle Kriegsführung als Maßnahme zur Lösung internationaler Konflikte.“

Viele von Paulings Kritikern, darunter auch viele Wissenschaftler, die seinen Beitrag zur Chemie anerkennen, sahen ihn als naiven Fürsprecher des sowjetischen Kommunismus. Er wurde von einem internen Sicherheitskomitee des Senats zitiert, das ihn als den „wichtigsten Wissenschaftler praktisch jeder Aktivität der kommunistischen Friedensoffensive in diesem Land“ bezeichnete. Eine Überschrift des Life Magazine charakterisierte seinen Friedensnobelpreis von 1962 als „Sonderbare Verunglimpfung aus Norwegen“.

### Begründung der orthomolekularen Medizin
1966, im Alter von 65 Jahren, begann er, die Ideen des Biochemikers Irwin Stone (1907–1984) zu übernehmen, der in großen Dosen von Vitamin C ein Mittel gegen Erkältungen sah. Pauling jedoch ging noch weiter und glaubte, dass man mit Vitamin C auch Krebserkrankungen vorbeugen und die Ausbreitung des HI-Virus verhindern könnte. Er selbst nahm eine Zeitlang jeden Tag etwa 18 Gramm Vitamin C zu sich und ging mit plakativen Formulierungen („Vitamine! Vitamine!“) gegen fast jedes medizinische Problem vor.
Diese Überzeugungen Paulings haben immer wieder Kontroversen verursacht und wurden wiederholt als Pseudowissenschaft eingeordnet. Obwohl die meisten Wissenschaftler Paulings Annahmen nicht für richtig halten, sind einige wenige überzeugt davon, dass dies einer der Fälle sei, in denen natürliche Substanzen im Körper Krankheiten verhindern könnten. Basierend auf Paulings Thesen entwickelte sich die orthomolekulare Medizin.
1973 gründete Pauling in Menlo Park, Kalifornien, zusammen mit dem Biochemiker Arthur B. Robinson und dem Chemiker Keene Dimic das Institute of Orthomolecular Medicine (deutsch: Institut für orthomolekulare Medizin), welches später in The Linus Pauling Institute of Science and Medicine umbenannt wurde.
Einer seiner Schüler und damaligen Mitarbeiter am Institut, Matthias Rath, griff die These der Heilkraft hochdosierter Vitamine auf und erweiterte sie umfassend zur umstrittenen alternativmedizinischen „Zellularmedizin“.
Pauling starb im Alter von 93 Jahren auf seiner Farm in Big Sur in Kalifornien an Prostatakrebs.

## Preise, Ehrungen, Mitgliedschaften

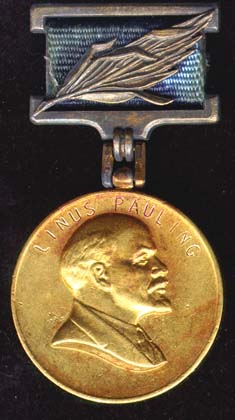
1968 verliehene Medaille des Internationalen Lenin-Friedenspreises mit Gravur für Linus Pauling

Neben dem Erhalt der Nobelpreise für Chemie und Frieden:
- 1931 Irving Langmuir Award, American Chemical Society (ACS)
- 1933 Mitglied der National Academy of Sciences
- 1941 William H. Nichols Medal, ACS (New York Section)
- 1946 Willard Gibbs Medal
- 1947 Davy-Medaille
- 1947 T. W. Richards Medal
- 1948 Medal for Merit des US-Präsidenten
- 1948 Liversidge Award der Royal Society of Chemistry
- 1951 Gilbert Newton Lewis Medal
- 1952 Pasteur Medal, Französische Biochemische Gesellschaft
- 1955 Addis Medal, National Nephrosis Foundation
- 1955 John Phillips Medal, American College of Physicians
- 1956 Amedeo Avogadro Medaille
- 1957 Paul Sabatier Medaille
- 1957 Internationale Hugo Grotius Medaille
- 1960 Namensgeber für die Pauling-Inseln vor der Westküste des Grahamlands, Antarktika
- 1965 Medaille der Rumänischen Akademie der Wissenschaften
- 1966 Linus Pauling Award, der Preis der ACS ist nach ihm benannt und er ist der erste Preisträger
- 1966 Silbermedaille Institut de France
- 1967 Roebling-Medaille
- 1968 Internationaler Lenin-Friedenspreis
- 1974 National Medal of Science
- 1977 Lomonossow-Goldmedaille
- 1979 NAS Award in Chemical Sciences (National Academy of Sciences)
- 1981 John K. Lattimer Medal, American Academy of Urology
- 1984 Priestley Medal, American Chemical Society
- 1984 Chemie Preis der Arthur M. Sackler Foundation
- 1986 Lavoisier-Silbermedaille der Fondation de la Maison de la Chimie.
- 1989 Vannevar Bush Award, National Science Board
- 1990 Richard C. Tolman Medal, American Chemical Society Southern California Section
- 1991 Der Asteroid (4674) Pauling wurde anlässlich seines 90. Geburtstags nach ihm benannt
- 1994 Benjamin Franklin Medal for Distinguished Public Service der American Philosophical Society

Pauling erhielt 47 Ehrendoktorate (u. a. Oxford, Cambridge, Sorbonne, Princeton, Chicago), das erste 1933.
2008 kam er auf eine 41-Cent-Briefmarke der USA.
Er war Mitglied zahlreicher Akademien (Norwegische Akademie der Wissenschaften, Sowjetischen Akademie der Wissenschaften, Leopoldina, Royal Society (1948), Royal Society of Edinburgh, Royal Institution, Académie des sciences (1948)). Er war Mitglied der National Academy of Sciences (1933), der American Philosophical Society, der American Academy of Arts and Sciences (1944) und der American Association for the Advancement of Science.
1965 wurde Pauling Ehrenpräsident der Internationalen Gesellschaft für Nahrungs- und Vitalstoff-Forschung, deren „wissenschaftlichem Beirat“ er seit 1958 angehörte. Er war zudem Präsident des „wissenschaftlichen Beirates“ im Weltbund zum Schutz des Lebens.

## Schriften (Auswahl)

### Aufsätze in Fachpublikationen
- mit Alfred E. Mirsky: On The Structure of Native, Denatured, and Coagulated Proteins. In: Proceedings of the National Academy of Sciences. (PNAS). Washington DC 22 (1936), Nr. 7 (July), ISSN 0027-8424, S. 439–447.
- mit Carl Niemann: The Structure of Proteins. In: Journal of the American Chemical Society. Washington DC 61 (1939), ISSN 0002-7863, S. 1860–1867.
- mit Dan H. Campbell und David Pressman: The Nature of the Forces Between Antigen and Antibody and of the Precipitation Reaction. In: Physiological Reviews. Bethesda Md 23 (1943), Nr. 3 (July), ISSN 0031-9333, S. 203–219.
- mit Harvey A. Itano, S. J. Singer und Ibert C. Wells: Sickle Cell Anemia, A Molecular Disease. In: Science. Washington DC 110 (1949), Nr. 2865 (25 November), ISSN 0036-8075, S. 543–548.
- mit Robert B. Corey: The Polypeptide-Chain Configuration in Hemoglobin and Other Globular Proteins. In: Proceedings of the National Academy of Sciences. (PNAS). Washington DC, 37 (1951) 5 (May), ISSN 0027-8424, S. 282–285.
- mit Robert B. Corey: A Proposed Structure for the Nucleic Acids. In: Proceedings of the National Academy of Sciences. (PNAS). Washington DC 39.1953, ISSN 0027-8424, S. 84–97.
- How my interest in proteins developed. In: Protein Science. (PS). Laboratory Press, Cold Spring Harbor 2.1993, 6, ISSN 0961-8368, S. 1060–1063.
- My first five years in science. In: Nature. London 371 (1994), Nr. 6492, ISSN 0028-0836, S. 10.

(Eine Auswahl an Publikationen auch über ihn als Reprint in PDF-Format findet sich hier.)

### Lehrbücher
- Die Natur der chemischen Bindung. Übersetzt von H. Noller. Verlag Chemie, Weinheim 1968, 1976 (engl. Original 1939 und 1960), ISBN 3-527-25217-7.
- Grundlagen der Chemie. Übersetzt von Friedrich G. Helfferich. Verlag Chemie, Weinheim 1956, 1973, ISBN 3-527-25392-0.
- General Chemistry. W. H. Freeman, San Francisco 1949, 1970; Dover Publications, New York 1988 (engl. Original, Nachdruck), ISBN 0-486-65622-5.
- mit E. Bright Wilson Jr.: Introduction to Quantum Mechanics with Applications to Chemistry. McGraw-Hill, New York 1935; Dover Publications, New York 1963, 1985, ISBN 0-486-64871-0.

### Bücher zu Vitamin C
- Vitamin C und der Schnupfen. Übersetzt von Friedrich G. Helfferich. Verlag Chemie, Weinheim 1972 (engl. Original 1970), ISBN 3-527-25458-7.
  - Vitamin C, the Common Cold and the Flu. San Francisco 1976.
- Das Vitamin-Programm. Goldmann Verlag, München 1990, 1992, ISBN 3-442-13648-2.

### Politische Schriften
- Linus Pauling: Leben oder Tod im Atomzeitalter. Illustriert von Roger Hayward, übersetzt von Hildburg Braun. Sensen, Wien 1960 (DNB 453718329); Aufbau, Berlin 1964 (DNB 453718337).
- Linus Pauling: Neue Moral und internationales Recht. Zwei Reden. Union-Verlag VOB, Berlin 1970 (Der Vortrag zur Nobelpreisverleihung: „Der Nobelvortrag“ und „Die Leipziger Vorlesung“, DNB 457776498).

## Dokumentarfilm
- Linus Pauling. (Zusatztitel 2011: Ein Rückblick auf unser Jahrhundert – Zum Internationalen Jahr der Chemie.) Dokumentarfilm, Deutschland, 1994, Buch und Regie: Andrea und Harald von Troschke, Produktion: WDR, mit Archivmaterial und Interviewaufnahmen zwischen 1991 und 1993, Inhaltsangabe der ARD.

## Belege
1. ↑  Linus Pauling, Daisaku Ikeda: A Lifelong Quest for Peace: A Dialogue. Jones & Bartlett, 1992, ISBN 0-86720-277-7, S. 22.
2. ↑  Lukas Mihr: Ohne Gott ist alles erlaubt? – Atheistische „Helden“. In: Humanistischer Pressedienst. 5. August 2011.
3. ↑  Clifford Mead, Thomas Hager (Hrsg.): Linus Pauling – scientist and peacemaker. Oregon State University Press, 2001, S. 153.
4. ↑  Clifford Mead, Thomas Hager (Hrsg.): Linus Pauling – scientist and peacemaker. Oregon State University Press, 2001, S. 159.
5. ↑  Clifford Mead, Thomas Hager (Hrsg.): Linus Pauling – scientist and peacemaker. Oregon State University, Press 2001, S. 154.
6. ↑  https://www.nobelprize.org/prizes/peace/1962/ceremony-speech/
7. ↑  Bas Kast: Linus Pauling: Viel Vitamin C für den noblen Geist. Der Tagesspiegel, 27. Februar 2001, archiviert vom Original.
8. ↑  Vitamin wurde ihm zum Verhängnis. Linus Pauling. In: Bayrischer Rundfunk. 27. Februar 2020, abgerufen am 20. Juli 2022.
9. ↑  Harald Martenstein: Linus Pauling: Viel Vitamin C für den noblen Geist. Die Zeit, 26. April 2012, abgerufen am 23. Januar 2020.
10. ↑  Paul A. Offit: The Vitamin Myth: Why We Think We Need Supplements. In: The Atlantic. (Onlineausgabe), 19. Juli 2013. (Auszug aus Paul A. Offit: Do You Believe in Magic?: The Sense and Nonsense of Alternative Medicine? Harper, New York 2013)
11. ↑  Vitamin C satt. im Archiv der Zeit. In: Die Zeit. Nr. 28, 7. Juli 1993, S. 2 (zeit.de [abgerufen am 25. Mai 2014]).
12. ↑  Heather Rock Woods: BUSINESS: Linus Pauling Institute to leave town In: Palo Alto online, 12. Januar 1996.
13. ↑  Linus Pauling Biographical Timeline In: Linus Pauling Institute
14. ↑  Goertzel und Goertzel, S. 247.
15. ↑  Preise von Pauling, Oregon State Library.
16. ↑  Mitgliedseintrag von Linus Pauling (mit Bild) bei der Deutschen Akademie der Naturforscher Leopoldina, abgerufen am 24. Mai 2016.
17. ↑  Members of the American Academy. Listed by election year, 1900–1949 (amacad.org PDF). Abgerufen am 8. Oktober 2015
18. ↑  Jörg Melzer: 4.3.2 Internationale Gesellschaft für Nahrungs- und Vitalstoff-Forschung (IVG) In: Vollwerternährung: Diätetik, Naturheilkunde, Nationalsozialismus, sozialer Anspruch, Franz Steiner Verlag, Stuttgart 2003; S. 307. ISBN 3-515-08278-6.

| Personendaten    | Personendaten                            |
| ---------------- | ---------------------------------------- |
| NAME             | Pauling, Linus                           |
| ALTERNATIVNAMEN  | Pauling, Linus Carl (vollständiger Name) |
| KURZBESCHREIBUNG | US-amerikanischer Chemiker               |
| GEBURTSDATUM     | 28. Februar 1901                         |
| GEBURTSORT       | Portland, Oregon                         |
| STERBEDATUM      | 19. August 1994                          |
| STERBEORT        | Big Sur, Kalifornien                     |